# Dominique Dupuy
Dominique Dupuy (Ars, 26 augustus 1957) is een Frans autocoureur. Hij is meervoudig kampioen in de Franse Porsche Carrera Cup en het Franse GT-kampioenschap. In 2000 won hij de 24 uur van Daytona.

## Carrière
Dupuy begon zijn autosportcarrière in het karting. In 1982 was hij overgestapt naar het circuitracen en kwam hij uit in de Volant Elf, georganiseerd door de rijschool van het Circuit de Nevers Magny-Cours, waarin hij kampioen werd. Hierdoor kon hij in 1983 uitkomen in de Franse Formule Renault 2.0. Hier behaalde hij een overwinning, waardoor hij vierde in de eindstand werd. Tussen 1984 en 1988 kwam hij uit in het Franse Formule 3-kampioenschap, waarin een zesde plaats in zijn debuutseizoen zijn beste kampioenschapsuitslag was.
Vanwege een gebrek aan sponsorgeld kon Dupuy de overstap naar de Formule 1 niet maken. Hierop besloot hij om in de sportwagens te gaan racen. In 1989 kwam hij uit in de Porsche 944 Cup, dat later de Porsche Carrera Cup werd. In 1992, 1993, 1997, 1998 en 1999 werd hij kampioen in de klasse, en in 1991, 1994, 1995 en 1996 werd hij tweede. Tussen 1994 en 1998 kwam hij ook uit in de Porsche Supercup. In 1997 was hij dicht bij het kampioenschap, maar eindigde hij op slechts een punt achterstand op Patrick Huisman als derde. Hij miste wel de laatste race van het seizoen.
Tussen 1993 en 2000 nam Dupuy regelmatig deel aan de 24 uur van Le Mans. Al bij zijn eerste deelname in 1993 won hij, samen met Joël Gouhier en Jürgen Barth, de GT-klasse voor het team Larbre Compétition. In 1994 won hij de GT1-klasse voor Larbre, een zege die hij deelde met Jesús Pareja en Carlos Palau. In de daaropvolgende drie edities wist hij de finish niet te halen en in 1998 verscheen hij niet aan de start. In 1999 keerde hij terug in de race bij het Viper Team Oreca en won hij samen met Karl Wendlinger en Olivier Beretta de GTS-klasse, een zege die hij in 2000 herhaalde. In de tussentijd debuteerde hij in 1999 in het Franse GT-kampioenschap, waarin hij in 2000 en 2001 kampioen werd. In 1999 nam hij ook deel aan drie races van de FIA GT, waarin hij op de Hockenheimring Baden-Württemberg en de Hungaroring twee zeges behaalde.
In 2000 ging Dupuy in de Verenigde Staten rijden en kwam hij uit in de American Le Mans Series. Hij behaalde met Wendlinger en Beretta een verrassende overwinning in de 24 uur van Daytona; het was de enige race van het seizoen die door een GT-auto werd gewonnen in plaats van een prototype-auto. Ook won het trio hun klasse van de 12 uur van Sebring en de overzeese race op het stratencircuit van Adelaide. Het was zijn enige seizoen in Amerika. Tot 2007 reed hij ieder jaar nog in het Franse GT-kampioenschap, waarin hij in 2005 derde werd. Hierna nam hij afscheid als autocoureur, alhoewel hij in 2015 nog eenmalig terugkwam in een race van de Challenge Endurance GT/Tourisme V de V.